# 오사카부 제5구
오사카부 제5구(大阪府 第5区)는 일본의 중의원 선거구이다. 1994년 공직선거법으로 신설되었다.
현재 중의원은 공명당 소속의 쿠니시게 토오루이다.

## 지역
- 오사카시
  - 고노하나구
  - 니시요도가와구
  - 히가시요도가와구
  - 요도가와구